# Moszenki pośrednie
Moszenki pośrednie, truszczelina pośrednia (Colutea x media) – gatunek roślin z rodziny bobowatych. Jest to mieszaniec moszenek południowych (Colutea arborescens) z moszenkami wschodnimi (Colutea orientalis). Nie występują w środowisku naturalnym, jedynie w uprawie.

## Morfologia

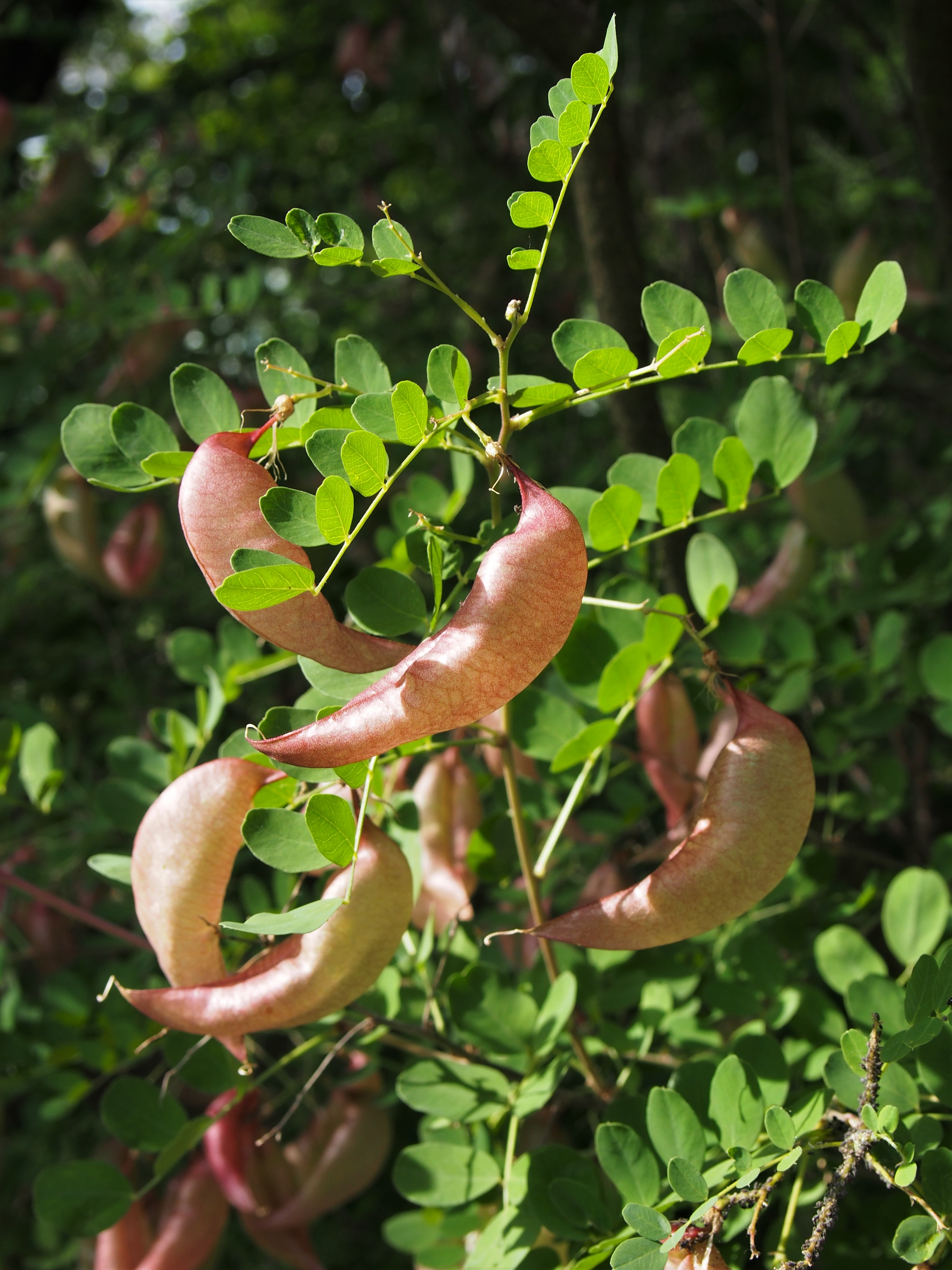
Pędy z owocami

LiścieNiebieskawe liście.
KwiatyMniejsze od liści moszenek południowych, brązowoczerwone.
OwoceNa szczycie, lekko rozchylone.